# Rubus delectus
Rubus delectus är en rosväxtart som beskrevs av P. J. Müll. och Nym.. Rubus delectus ingår i släktet rubusar, och familjen rosväxter. Inga underarter finns listade i Catalogue of Life.